# La Damnation de Faust (film)
 (juillet 2025).
Pour les articles homonymes, voir Faust (homonymie).
Pour plus de détails, voir Fiche technique et Distribution.
La Damnation de Faust est un film réalisé par Georges Méliès, sorti en 1898.

## Fiche technique
- Titre : La Damnation de Faust
- Réalisation : Georges Méliès
- Pays :  France
- Couleur : noir et blanc
- Date de sortie : 1898

## Autour du film
Georges Méliès adapte Faust dans trois autres films : Faust et Marguerite en 1897, Faust aux enfers en 1903 et Damnation du docteur Faust en 1904.